# Georg von Rheinbaben
Georg Kreuzwendedich Freiherr von Rheinbaben, född 21 augusti 1855 i Frankfurt an der Oder, död 25 mars 1921 i Düsseldorf, var en tysk ämbetsman och politiker.
Officerssonen Rheinbaben studerade juridik, ägnade sig först åt domstolstjänstgöring och sedan åt förvaltningstjänst, anställdes 1885 i preussiska finansministeriet och blev där 1889 föredragande råd. År 1896 blev han regeringspresident i Düsseldorf, var september 1895 till maj 1901 preussisk inrikesminister och maj 1901 till juli 1910 finansminister (på vilken post han efterträdde Johannes von Miquel). Vid sin avgång från finansministerposten blev han överpresident i Rhenprovinsen, en befattning från vilken han avgick i mars 1918.
Rheinbaben ansågs som en av Preussens dugligaste ämbetsmän och visade sig under sin ministertid som skicklig och kraftfull förfäktare av regeringens förslag inför riksdag och lantdag. Han var 1913–20 president i Goethe-Gesellschaft.